# Disphragis arpi
Disphragis arpi är en fjärilsart som beskrevs av Paul Dognin 1924. Disphragis arpi ingår i släktet Disphragis och familjen tandspinnare. Inga underarter finns listade i Catalogue of Life.